# إيه تي آي فاير جي أل

AMD DirectGMA (Direct Graphics Memory Access)

إيه تي آي فاير جي أل (بالإنجليزية: ATI Fire GL)‏ وهي سلسلة من بطاقات العرض المرئي التي تُستخدم في برامج التصميم بمساعدة الحاسوب (CAD) و إنشاء محتوى رقمي (Digital content creation) في حواسيب محطات عمل (Workstation Computer). وهي شبيهة لعتاد سلسلة ريدون.